# Saint-Claude (Guadeloupe)
Saint-Claude (Guadeloupe-Kreolisch: Senklòd) ist eine französische Stadt mit 10.432 Einwohnern (Stand 1. Januar 2022) auf der Insel Basse-Terre im Übersee-Département Guadeloupe.
Das Stadtgebiet reicht bis an den höchsten Berg der Kleinen Antillen, den 1467 m hohen aktiven Vulkan La Soufrière. Durch zahlreiche Hotels und Restaurants wird die Stadt vor allem durch Tourismus geprägt. Hier befindet sich auch der zweite Campus der Université des Antilles.

## Bevölkerungsentwicklung
| Jahr                       | 1961 | 1967   | 1974 | 1982 | 1990   | 1999   | 2006   | 2013   | 2020   |
| Einwohner                  | 8998 | 10.295 | 9745 | 8943 | 10.316 | 10.237 | 10.502 | 10.443 | 10.506 |
| Quellen: Cassini und INSEE |      |        |      |      |        |        |        |        |        |

## Städtepartnerschaften
Partnergemeinde von Saint-Claude ist die französische Gemeinde Plombières-les-Bains im Département Vosges.

## Persönlichkeiten
- Patrick Cham (* 1959), Basketballspieler
- Fred Mango (* 1973), Sprinter
- Johanna Danois (* 1987), Sprinterin
- Claudio Beauvue (* 1988), Fußballspieler
- Dylan Rigot (* 1989), Sprinter
- Daniel Jérent (* 1991), Fechter
- Stéphane Gombauld (* 1997), Basketballspieler
- Méline Nocandy (* 1998), Handballspielerin

## Einzelnachweise

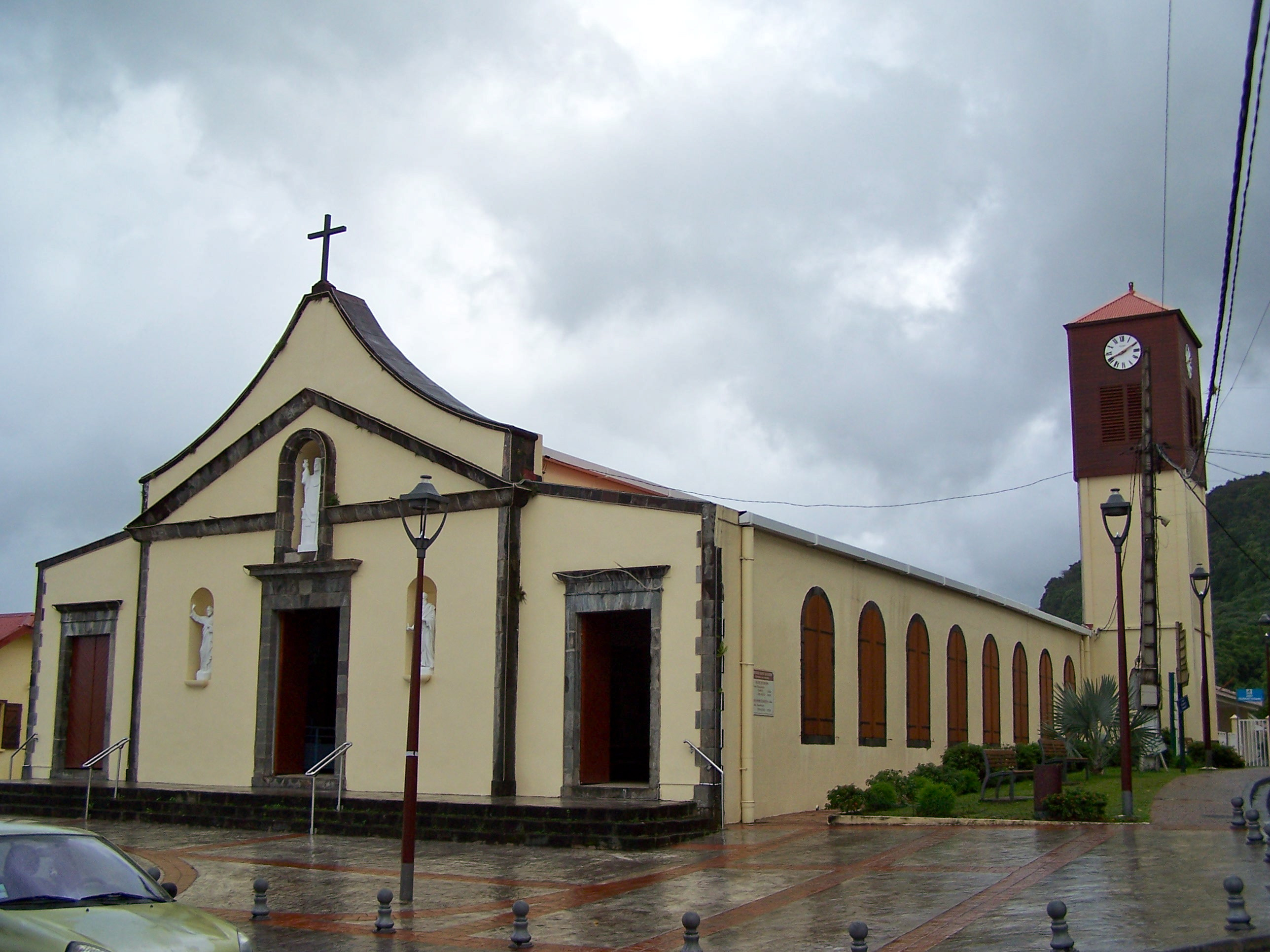
Kirche Saint-Augustin
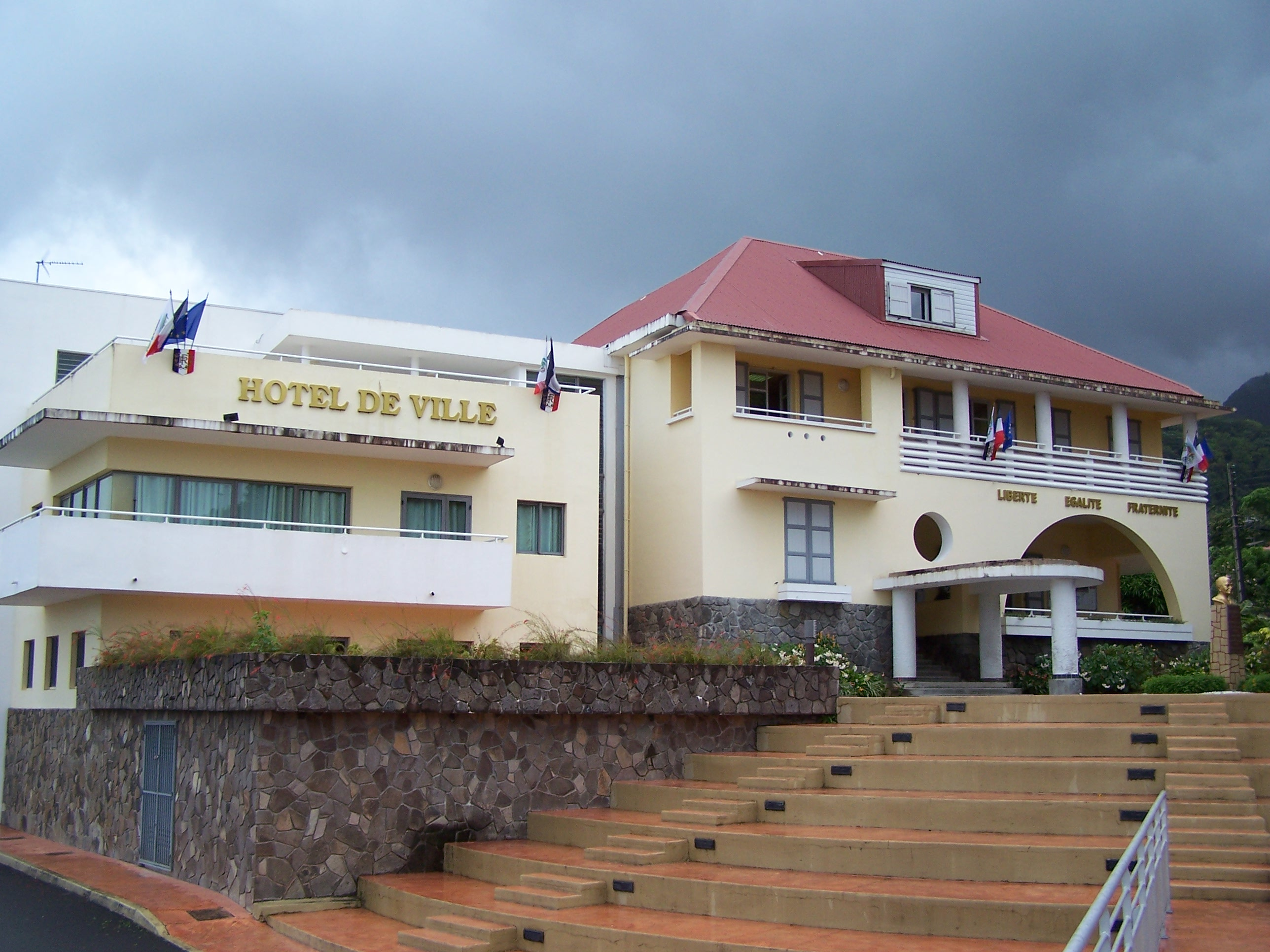
Hôtel de ville (Rathaus) von Saint-Claude
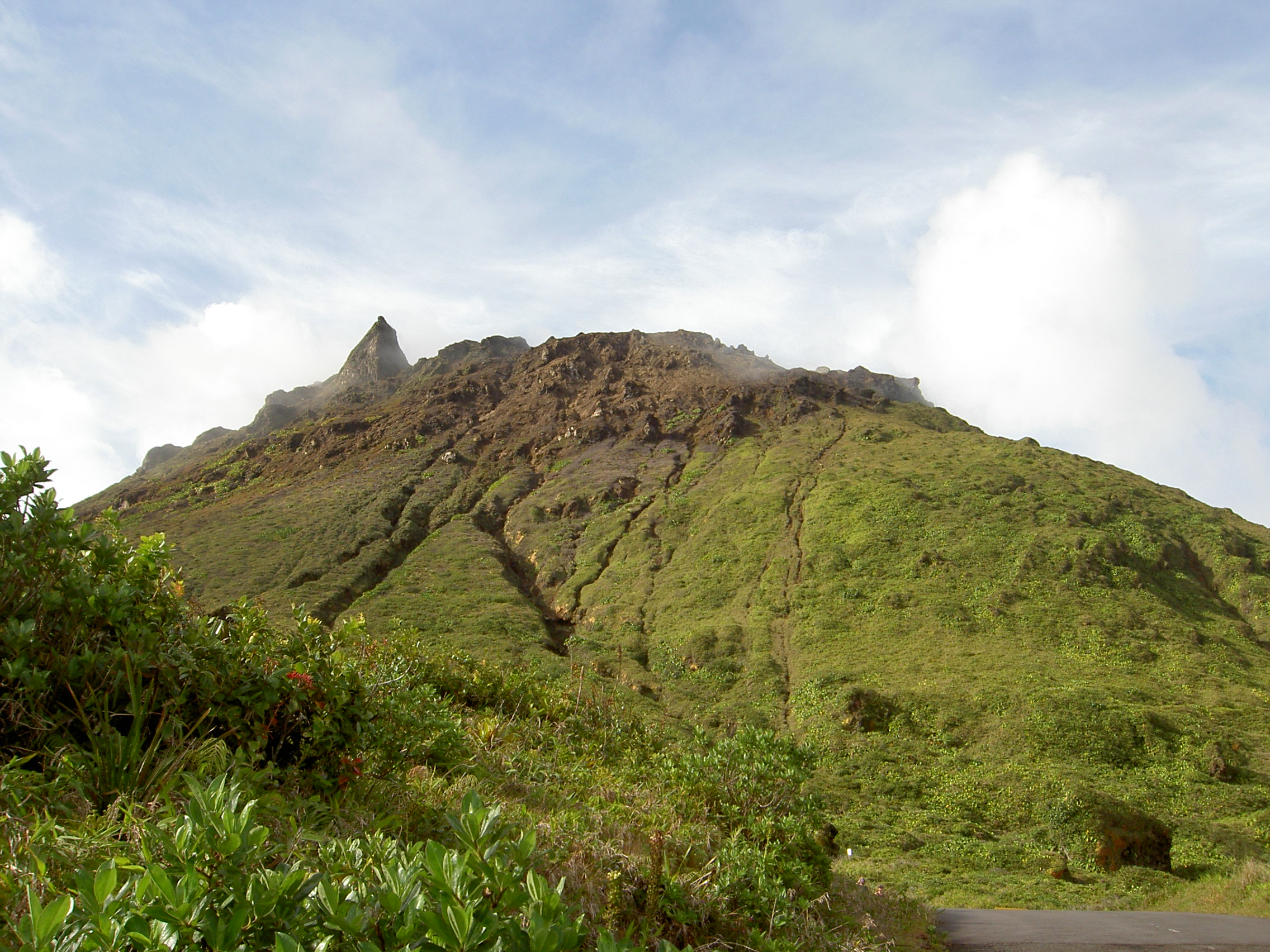
Gipfel des Vulkans La Soufrière
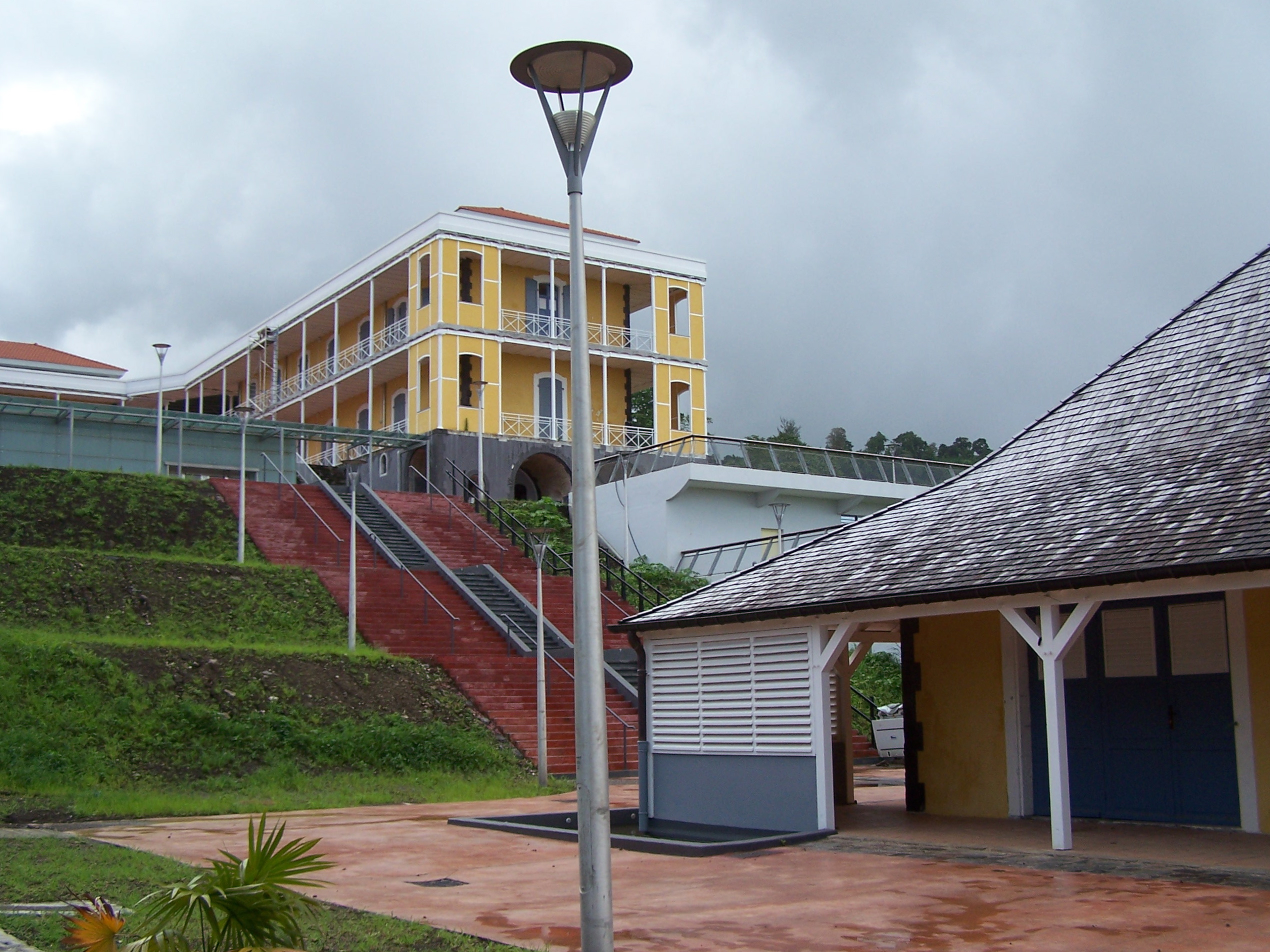
Campus Jacob à Saint-Claude der Université des Antilles